# Roberto Marin (patriota)
Roberto Marin (Rovolon, 4 maggio 1829 – 1886) è stato un patriota e repubblicano italiano.

## Biografia
Nato in una frazione di Rovolon, Frassanelle Euganee, il Marin dalla difesa di Venezia fino alla cattura in Val di Sole, fu sempre a fianco di Pietro Fortunato Calvi, e con lui ebbe nel 1855 la condanna a morte, commutata in dodici anni di carcere duro allo Spielberg.
Durante il processo contro Roberto Marin il Consigliere Grubissich, nella sua relazione disse: “Certifico che Marin Roberto, figlio di Carlo, domiciliato a Padova nel 1848 e 1849 militò per l'indipendenza italiana contro gli austriaci e partecipò attivamente alla gloriosa difesa di Venezia” ( Mantova 31 luglio 1854).
Il 17 gennaio 1855 sarà condannato alla pena di morte col capestro insieme a Calvi ed altri. La pena è stata commutata posteriormente a dodici anni di carcere duro.
Graziato dall'amnistia politica del 1858, partecipò a tutte le successive imprese per l'Unità d'Italia.
Si spense a Padova come custode della cappella degli Scrovegni.
Cremato a Padova il 10 dicembre 1886, le sue ceneri sono al n° 1 della cappella dei cremati nel cimitero di Padova.

## Riconoscimenti cittadini

### Una lapide

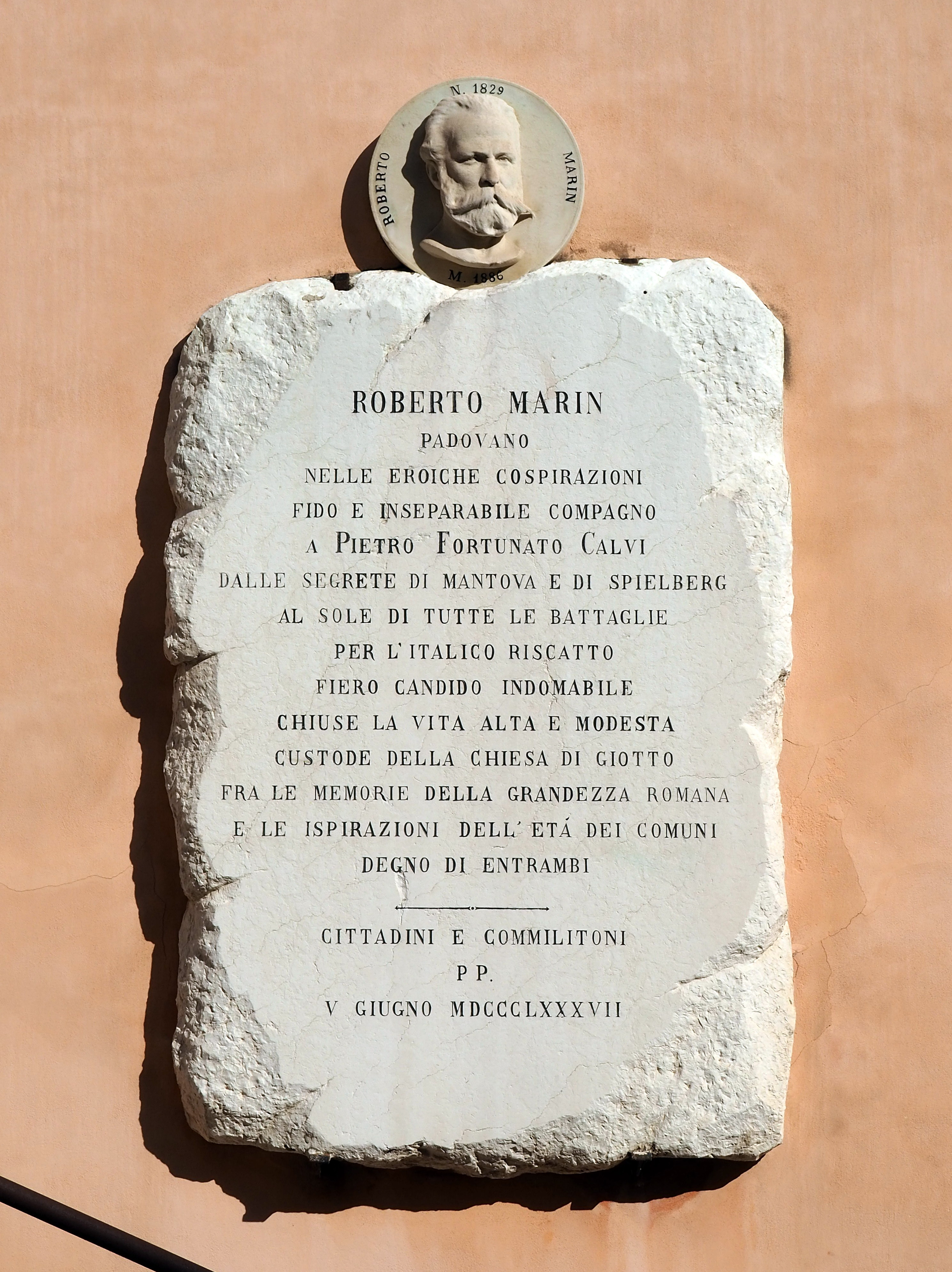
Padova, palazzo Comunale, la lapide a memoria del patriota Roberto Marin posta sulla parete dello scalone.

Presso il palazzo municipale del Comune di Padova il 1º agosto 1887 è stata inaugurata una lapide con il seguente testo:
"Nelle eroiche cospirazioni

fido e inseparabile compagno a Pietro Fortunato Calvi

dalle segrete di Mantova e di Spielberg

al Sole di tutte le battaglie,

per l'italico riscatto

Fiero, candido, indomabile

chiuse la vita alta e modesta

custode della Chiesa di Giotto

fra le memorie della grandezza romana

e le ispirazioni dell'età dei Comuni

degni di entrambi"

### Toponomastica
I seguenti Comuni lo hanno onorato intitolandogli una strada:
- Padova, nelle vicinanze di Prato della Valle, tra via Alberto Cavalletto e la chiesa del Chiesa di Santa Maria del Torresino.
- Rovolon  che incrocia la via Veneto in località Bastia
- Vo' che incrocia via Risorgimento.